# ジェリー・トゥーティ
ジェリー・トゥーティ（Jerry Tuite、1966年12月27日 - 2003年12月6日）は、アメリカ合衆国のプロレスラー。ニュージャージー州オーシャン・グローブ出身。ギガンテス（Gigantes）やザ・ウォール（The Wall）などのリングネームで知られた。

## 来歴

### WCW
マイク・シャープの息子であるアイアン・マイク・シャープのトレーニングジムでプロレスを学ぶ。この時すでに30歳を超えていたが、同郷のバンバン・ビガロにその素質を見込まれ、1999年にWCWパワープラント入り。その後ザ・ウォール（The Wall）のリングネームで、ベルリン（アレックス・ライト）のボディーガードとしてデビューし、ベルリンの壁として知られるようになる。やがてベルリンと仲間割れしてベビーフェイスに転向、サージェント・Aウォール（Sgt. A-WOL）の名でジェネラル・レクション率いる愛国軍人ユニット、ミスフィッツ・イン・アクション（MIA）のメンバーとして活躍した。MIA解散後も、2001年にはハルク・ホーガンとメインイベントでシングルマッチを行ったこともある。

### TNA
WCW崩壊後、WWFからオファーがあるも、年齢の関係で長期間契約でなかったために辞退。インディー団体のPCWでヘビー級王座を獲得するなどした後に、ジェリー&ジェフ・ジャレットの親子が立ち上げたTNAに参戦。マリス（Malice）と名前を改め、2002年6月19日のTNA旗揚げ戦でのTNAが管理する初代NWA世界ヘビー級王座決定バトルロイヤルにて、ケン・シャムロックと共に最後の2人に残るも敗退した。その後はファーザー・ジェームズ・ミッチェル率いるヒール軍団、ディサイプルズ・オブ・ザ・ニューチャーチ（Disciples of The New Church）に加入して活躍した。

### 全日本プロレス
2003年に全日本プロレスからのオファーを受け、2月8日にギガンテス（Gigantes）として全日マット初登場を果たす。12月の世界最強タッグ決定リーグ戦まですべてのシリーズに参加した。外国人軍団（後のRO&D）の一員となって活躍し、9月6日の日本武道館大会では武藤敬司&嵐の世界タッグ王座にも挑戦し全日トップ外国人として暴れ回った。その風貌から、次代のスタン・ハンセンとして期待されるほどであった。
しかし、前日に日本武道館での試合に参戦した翌日の同年12月6日、成田市内のホテルで倒れているのを発見され、成田赤十字病院に搬送されたが急性心不全のため、死去した。36歳没。同月12日、千葉県内にて葬儀が行われた。

## リングネーム
- ギガンテス（全日本プロレス）
- ザ・ウォール（WCW）
- サージェント・Aウォール（WCW / MIA時期）
- マリス（TNA）

## 得意技
- チョークスラム
- ビッグ・ブーツ

## 獲得タイトル
NWA
- NWAニュージャージー州ハードコア王座

PCW
- PCWヘビー級王座

AAW
- AAWヘビー級王座

## エピソード
- その巨体と強面、そして全身に彫られたタトゥーから怖そうなイメージがあるが、ファンに対しては非常に優しくファンサービスを大切にしていた。また大の子供好きとしても知られ、子供がいると無邪気に鬼ごっこや、かくれんぼをする場面も見られている。
- スタン・ハンセンに憧れており、全日本プロレスでのスタイルもカウボーイ衣装にロープを振り回して入場していた。ハンセンからも「俺のスタイルで頑張ってくれ」と激励を受けている。
- 武藤敬司が全日本の社長になって初めてテコ入れした外国人選手第1号でもあった。

## 入場曲
- 『Get To The Gone』（スタティック-X）